# Onthophagus latestriatus
Onthophagus latestriatus là một loài bọ cánh cứng trong họ Bọ hung (Scarabaeidae).